# Stadttheater Baden

Logo

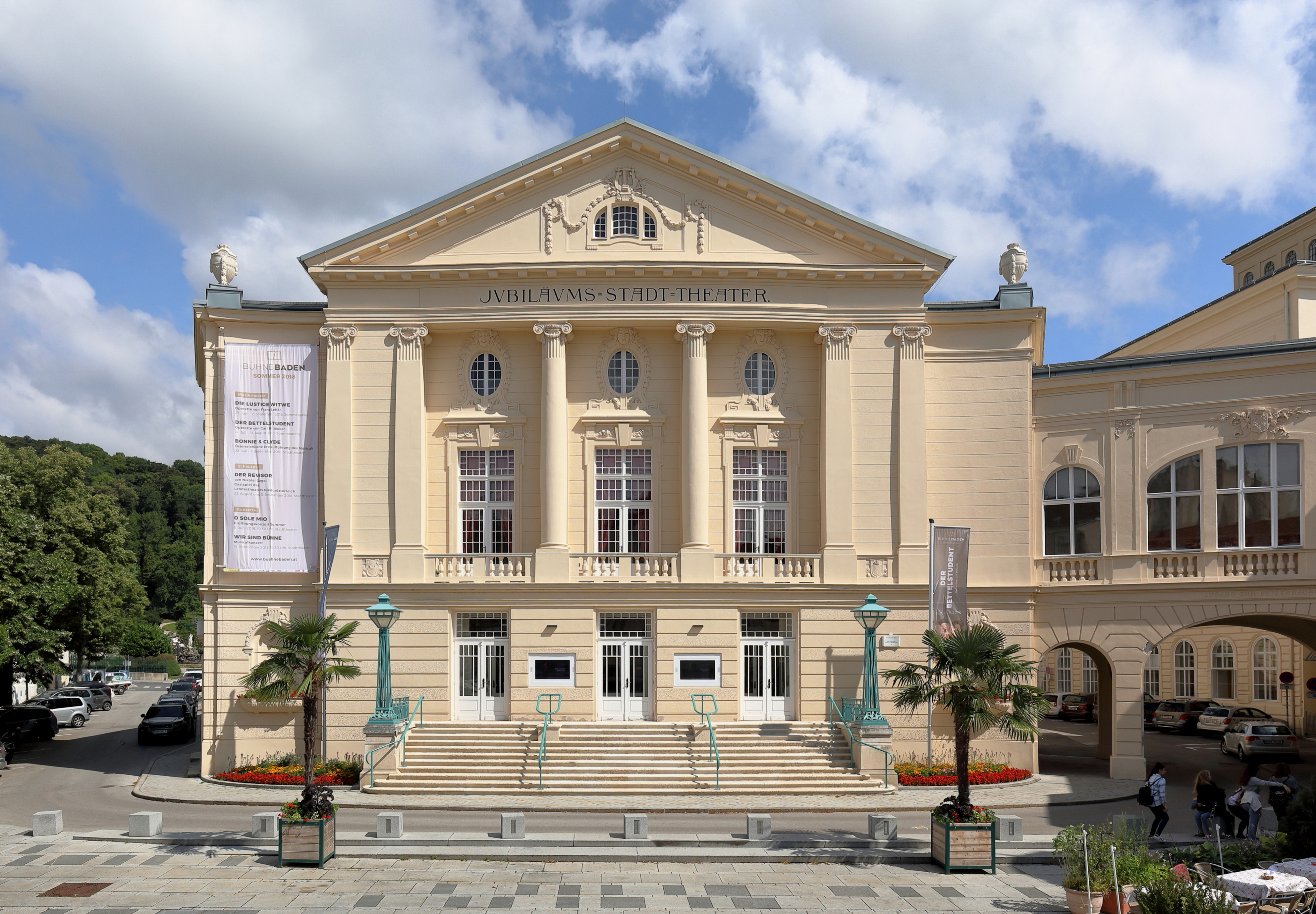
Stadttheater Baden (2018); Theaterplatz (ehemals: Auf der Burg, Theatergasse)

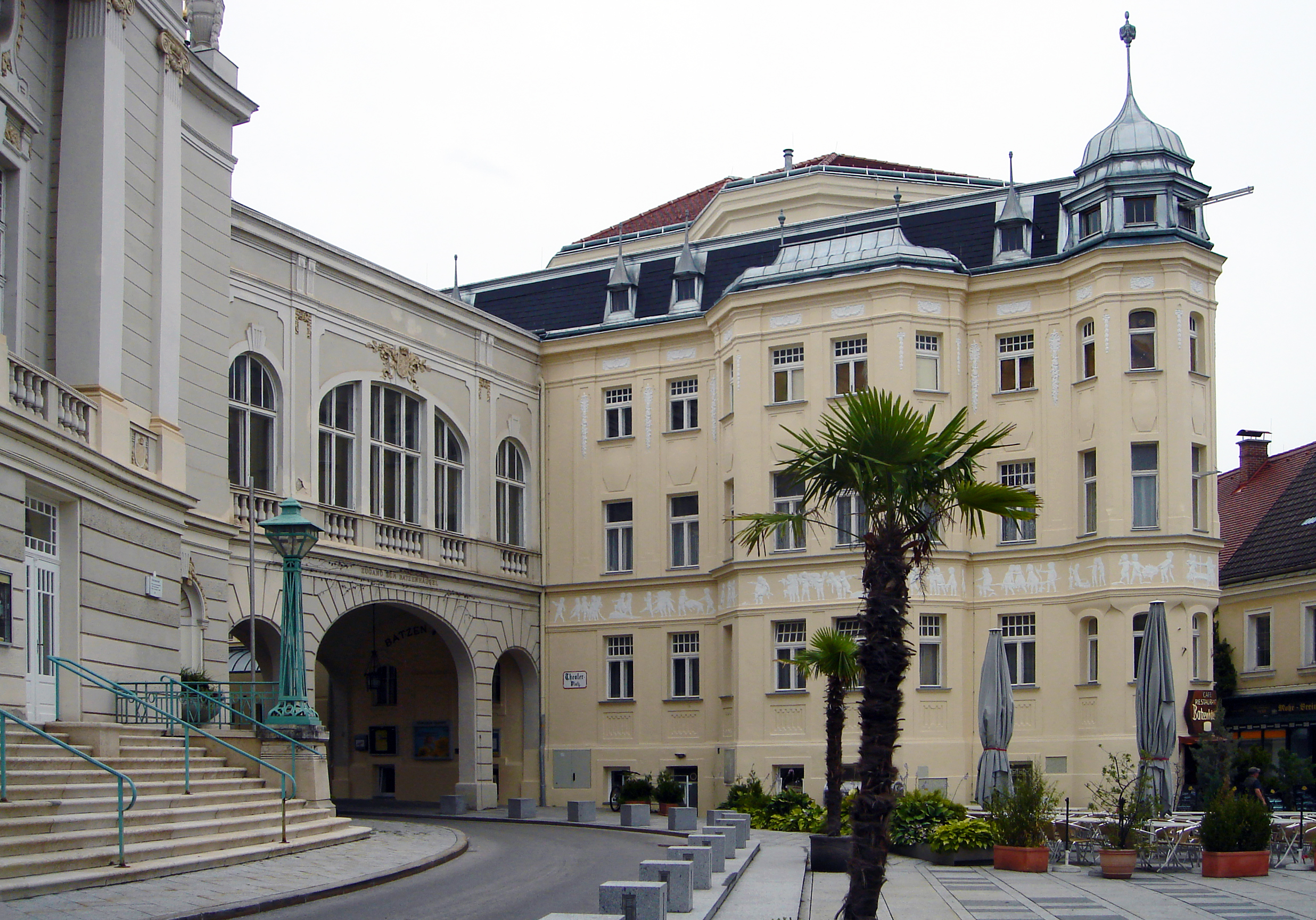
Halblinks: Übergang zum 2012 fertig renovierten Schulanbau Batzenhäusel

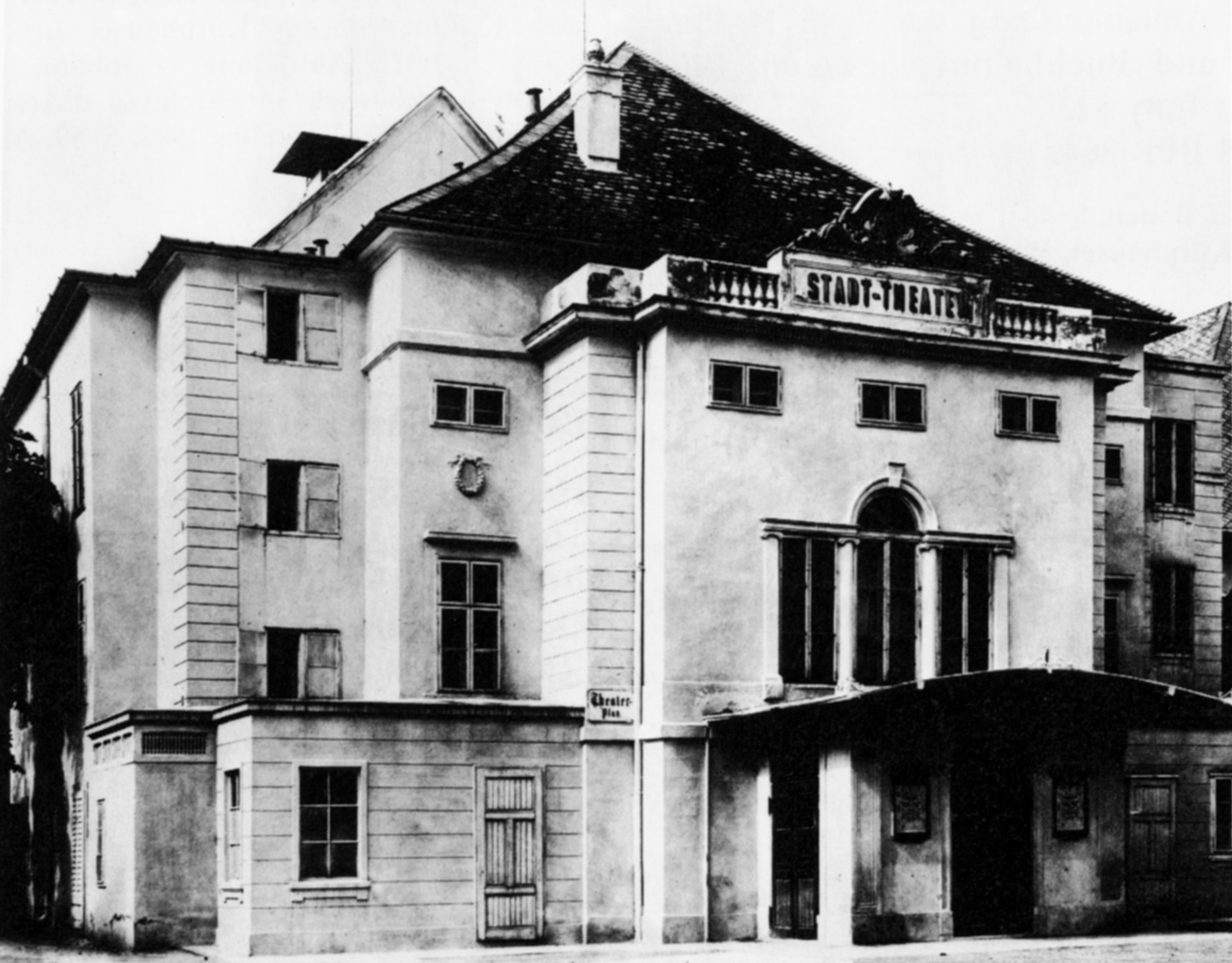
Altes Stadttheater (um 1900)

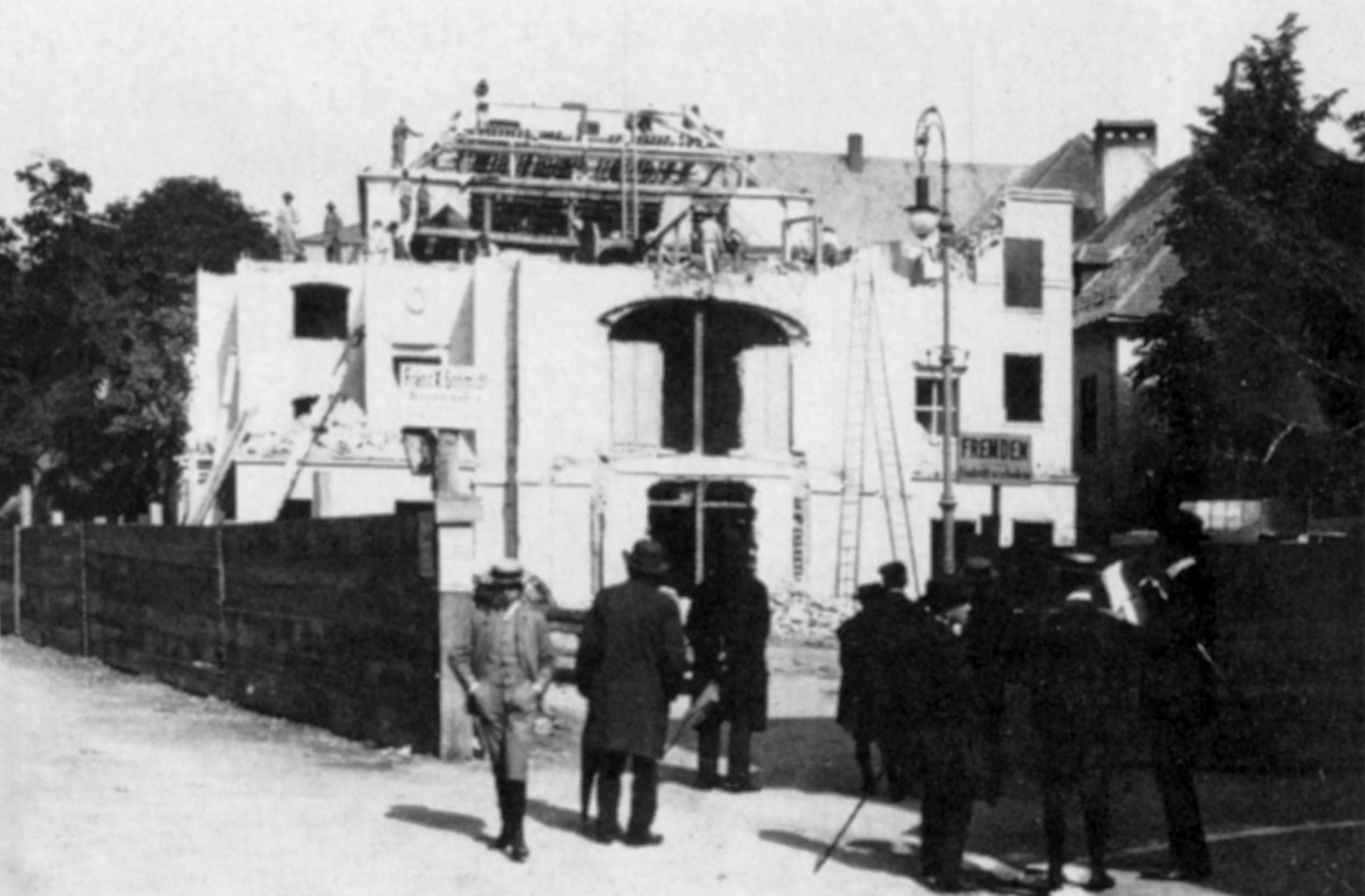
Altes Stadttheater (1908)

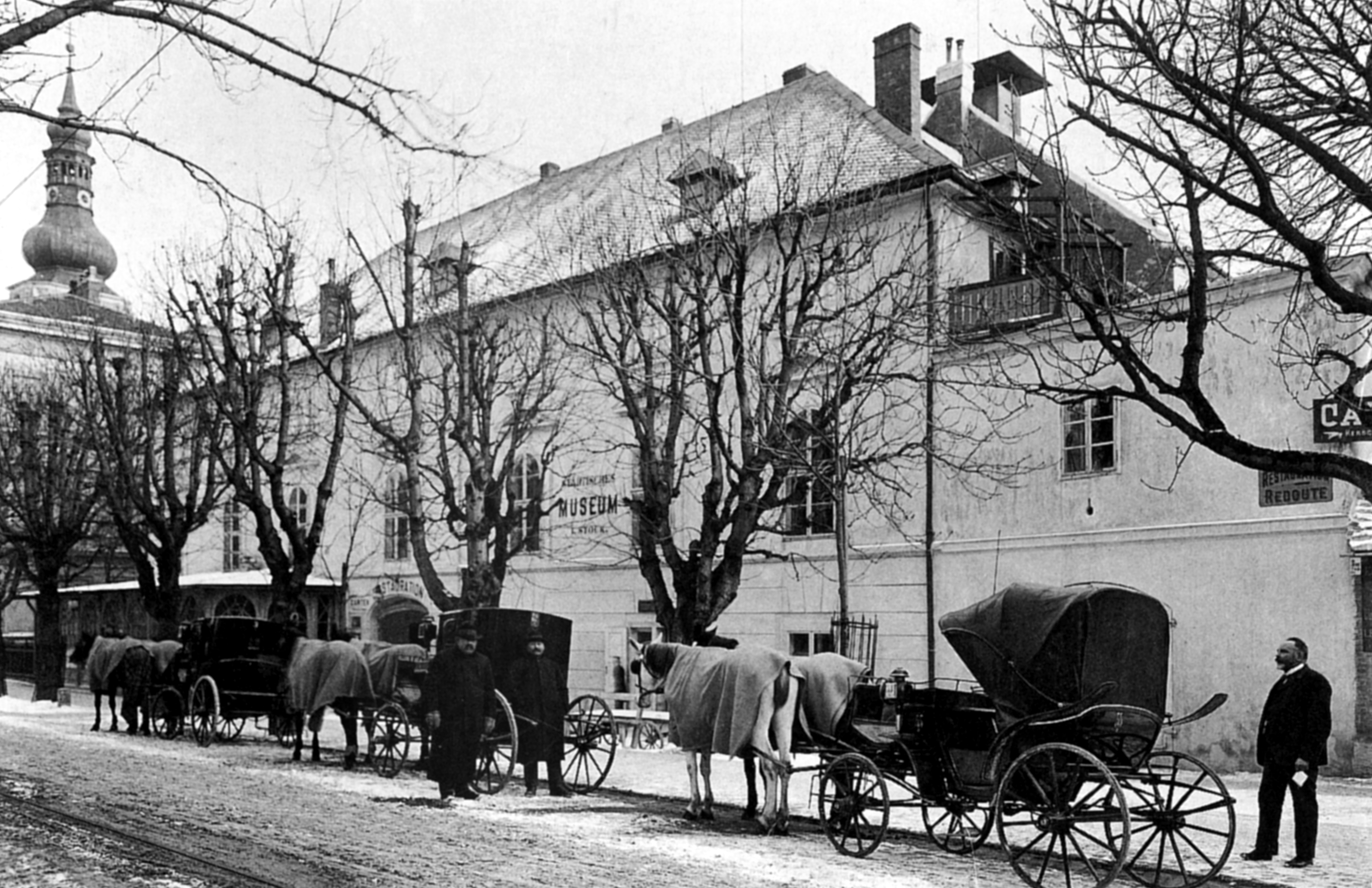
Redoutengebäude (1799–1908; hier: um 1900, gesehen vom heutigen Kaiser-Franz-Ring), abgebrochen anlässlich der Baumaßnahmen des heutigen Theaters

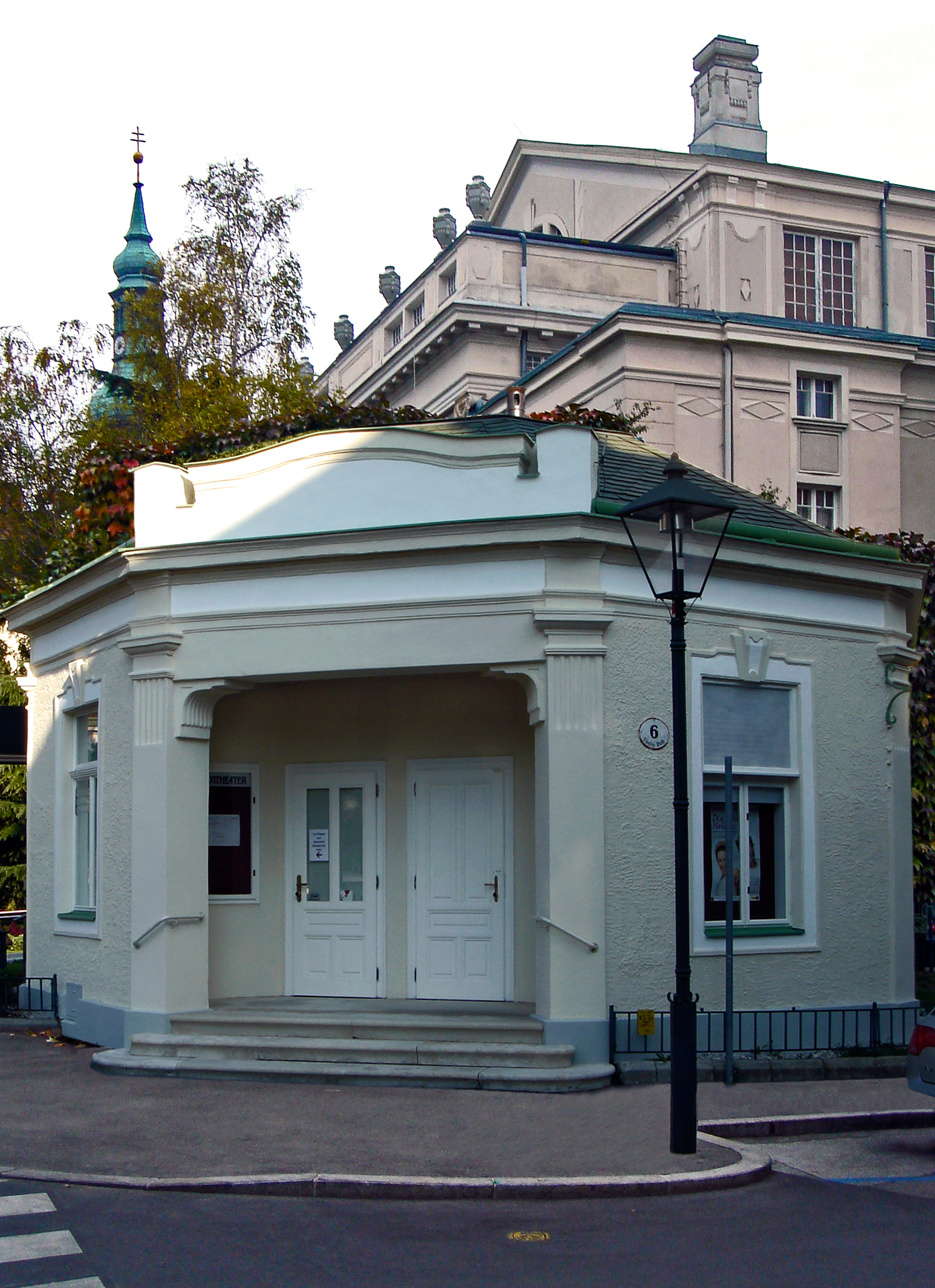
Theaterkiosk (Theaterplatz 6; auch: Kaiser-Franz-Ring 16), ebenfalls 1909 im Zuge des Neubaus des Stadttheaters nächst dessen Rückseite fertiggestellt; zuletzt 2012/13 restauriert und (hier: hinten links) mit einer Rollstuhlrampe versehen

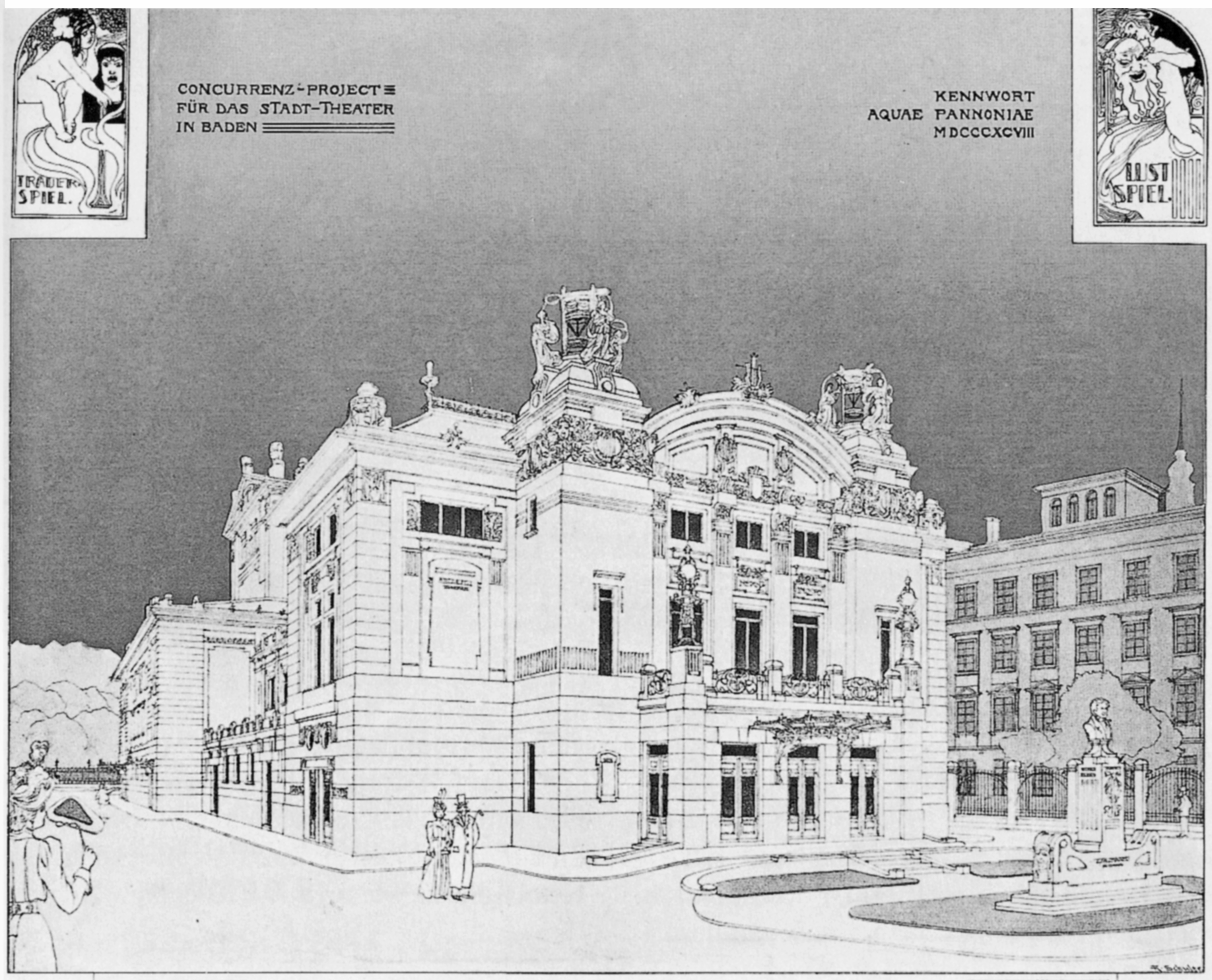
Unausgeführt gebliebener Entwurf von Josef Hackhofer & Moriz Hans Schieder, Architektenwettbewerb 1898/99, 1. Preis

Das Stadttheater Baden ist eines der Theater in Baden in Niederösterreich und gehört organisatorisch zur Bühne Baden. Die künstlerische Leitung obliegt seit Mai 2017 Michael Lakner. Zuvor hatten der österreichische Kammersänger Sebastian Reinthaller (2014–2016) und Robert Herzl (2005–2014) diese Position inne. Gegeben werden an der Bühne Opern, Operetten, Musicals und Schauspiel bzw. Sprechtheater.

## Vorgeschichte
Das Theaterleben in Baden wurde durch die häufigen Besuche der kaiserlichen Familie von jeher stark forciert. Seit 1716 lässt sich in Baden eine ständige Theatertruppe verfolgen. Ab 1770 wurde das sogenannte Hellhammer-Stadel für die laufenden Aufführungen benutzt. Anfang Juli 1774 richtete der 1760 nach Baden gekommene Schauspieler und Pächter des Stadels Johann Matthias Menninger an Kaiser Josef II. das Gesuch, man möge ihn auf seine Kosten (als Ersatz für den baufällig gewordenen Stadel) ein Komödienhaus erbauen lassen, das nach zwanzig Jahren unentgeltlicher Nutzung in das alleinige Eigentum der Stadt übergehen würde. Der Badener Magistrat, der Jahre zuvor eine von Menninger lancierte Anregung, die Stadt möge eine neue Bühne bauen, aus finanziellen Erwägungen verworfen hatte, lehnte auch das über den Kaiser von Österreich eingebrachte Gesuch ab und entschied sich, ein Theater in Eigenregie zu errichten. Bereits 1775 wurde im Auftrag der Gemeindevertretung durch den italienischen Architekten Condini auf dem heutigen Theaterplatz, einem Teil der Badener Burg, das sogenannte Comoedien Hauß erbaut, dessen Bühnendekoration und Kulissen von dem (für seine Arbeit besser als der Architekt des Hauses bezahlten) Historienmaler Mathäus Mutz (* 1739 nächst Passau, † 1820/21 in Baden) ausgeführt wurden. Der Ziegelbau, noch mit Schindeln gedeckt, war ein Jahr älter als das Teutsche Nationaltheater (Burgtheater) von Kaiser Joseph II. Bis 1780 leitete Menninger, bis 1785 Karl Marinelli die Bühne, danach Johann Georg Wilhelm bis 1811.
Nächst dem Schauspielhause wurde 1799 vom Theaterunternehmer Johann Georg Wilhelm das (bis 1908 bestehende) mit dem Theaterbau verbundene Redoutengebäude errichtet, dessen Hauptraum, der Salon (bzw. Redoutensaal), am 20. September 1801 eröffnet wurde und das dem Theaterbesucher als Annehmlichkeiten neben dem Salon diverse Speisesäle sowie ein Billardzimmer bot.
1811 wurde das Theater öffentlich feilgeboten. Da kein Angebot einlangte, erstand es Franz Freiherr von Zinnique (1760–1832), ein brabantischer Oberst, um 1.237 Gulden Wiener Währung für sechs Jahre. Nicht zuletzt wegen des schlechten Bauzustandes ließ der neue Besitzer und Direktor (1811–1818) das Haus noch 1811 abreißen. Bereits im Folgejahr wurde nach den Plänen von Joseph Kornhäusel ein neues Theater gebaut (Eröffnung: 9. Mai 1812); es trug den Namen Das Hoftheater an der Schwechat. Es wurde in der Kurstadt lange Zeit nur im Sommer bespielt. Erst 1867 kam auch eine Winterspielzeit hinzu, und eine neue Bühne, Steinstiegen sowie eine Gasbeleuchtung wurden eingebaut.
Bis 1844 waren nach Zinnique Theaterleiter: Karl Friedrich Hensler (1818 bis 1825), Leopold Hoch (1825–1835), Ignaz Sebastian und Johann Scheiner (1835–1837), Karl von Holtei (Mai–Oktober 1835), sowie Franz Pokorny (1837–1844).
Dieses Theater, das die einzige Unterhaltung in der Kurstadt bot, wurde von Kurgästen auch als ein Ort der Freizügigkeit beschrieben.
Aus den Unterlagen des Archivs der Stadt Baden sind für den Zeitraum 1830–1848 (siehe: Vormärz) 250 Stücke belegt, deren Aufführung zensurbehördlich untersagt war.

## Geschichte des heutigen Hauses
Die Baufälligkeit, permanente Brandgefahr sowie fehlende Hygiene erzwangen, trotz diverser (vor allem im Lichte des Ringtheaterbrandes angezeigter) baulicher Adaptionen, den Abbruch des 1200 Personen fassenden Kornhäusel-Theaters sowie einen Neubau an selber Stelle. Dem war 1898 die Initiative der Stadtgemeinde vorausgegangen, eine letzte große Adaptierung des Hoftheaters vorzunehmen. Da das Land Niederösterreich einer Sanierung des heruntergekommenen Altbaues ungern zustimmen würde, wies die Stadtgemeinde auf ihre Absicht hin, in nächster Zeit an einen Neubau zu schreiten, und untermauerte die Ernsthaftigkeit ihres Wollens mit der Auslobung eines prominent jurierten Architektenwettbewerbs – keine der drei prämierten Einreichungen wurde je verwirklicht. Die Generalreparatur, die sich letztlich auf 15.000 Gulden belaufen sollte, wurde genehmigt, und erst zehn Jahre später, am 9. Juli 1908, fasste die Gemeindevertretung den Beschluss für einen Neubau.
So wurde das heutige Gebäude (zu einem Drittel der Baukosten unterstützt von Vergnügungsverein, Badener Sparkasse sowie Badener Trabrennverein) gemäß den Plänen des freihändig beauftragten Büros Fellner & Helmer nach nur zehnmonatiger Bauzeit am 2. Oktober 1909 im Beisein von Erzherzog Rainer feierlich eröffnet. Die ursprünglich vorgesehene Bezeichnung der Spielstätte lautete Kaiser-Franz-Joseph-Jubiläums-Stadttheater. Da der Wiener Hof das entsprechende Ansuchen nicht erledigte, wurde auf Jubiläums-Stadttheater verkürzt.
Der im Jugendstil gehaltene Saal umfasste im Parterre und den zwei Rängen insgesamt 816 Plätze. Zur Eröffnung des Hauses wurde Beethovens Die Weihe des Hauses, das in Baden komponiert wurde, die Belehnungsszene aus König Ottokars Glück und Ende von Grillparzer sowie die 1894 zur Oper erhobene Fledermaus von Johann Strauß, die, nach Textindizien, in Baden handelt, gespielt. Dieses Traditionsprogramm hält sich für festliche Anlässe bis heute.
Während des Zweiten Weltkrieges wurde das Theater als Gaubühne Niederdonau fast ständig bespielt. Erst mit 31. August 1944 wurde es durch den Erlaß des Führers über den totalen Kriegseinsatz vom 25. Juli 1944 (RGBl. I S. 161) geschlossen – mit Das Land des Lächelns als Abschiedsvorstellung. Gleich nach Kriegsende wurde es durch eine Arbeitsgemeinschaft von Künstlern wieder betrieben, wobei die Besetzung der Stadt Baden durch die Rote Armee, dessen Oberkommando in Baden residierte, diesen Betrieb erschwerte.
Im Jahr 1973 wurde der Theaterplatz im Rahmen des Ausbaues der Fußgängerzone umgestaltet.
Bis heute erfuhr das Theater schon mehrmals komplette Außen- und Innenrenovierungen, besonders auch anlässlich der 500-Jahr-Feier der Stadt Baden 1977 und 1978. Auch der Zuschauerraum erhielt wieder sein ursprüngliches Aussehen.
Im Jubiläumsjahr 2009 wurden einige Erweiterungen wie einer neuen Tonanlage, ein neuer Probenraum für den Chor und anderen Restaurierungen vorgenommen. 2017 wurde die Bestuhlung des Hauses erneuert.

## Intendanten
- Robert Herzl (2005–2014)
- Sebastian Reinthaller (2014–2016)
- Michael Lakner (ab 2017)[23]
- Andreas Gergen (ab der Saison 2025/26)[24]